# Ophidiaster perplexus
Ophidiaster perplexus is een zeester uit de familie Ophidiasteridae.
De wetenschappelijke naam van de soort werd in 1954 gepubliceerd door Austin Hobart Clark.